# Главен щаб на Военноморските сили на Гърция
Главният щаб на Военноморските сили (Емблема на ГлЩ на ВМС) (на гръцки: Γενικό Επιτελείο Ναυτικού - ΓΕΝ) представлява щабен орган, който подпомага началника на Главния Щаб на ВМС при изпълнение на задълженията му в мирно и военно време.
ГлЩ на ВМС е основният щабен орган на страната, който носи отговорност за формирането и прилагането на Националната отбранителна стратегия, съставянето и привеждането в изпълнение на бойните планове, обучението и изследователската работа в частта им засягаща Военноморските сили.
ГлЩ на ВМС се командва от началника на Главния щаб на ВМС и организационно включва също:
- заместник-началник на Главния щаб на ВМС,
- главен инспектор на ВМС,
- главен икономически инспектор на ВМС,
- управления, сектори, групи и канцеларии.